# 薩爾河 (萊茵河支流)
47°03′42″N 9°27′48″E / 47.06168°N 9.46332°E
薩爾河（德語：Saar）是瑞士的河流，位於該國東北部，流經聖加侖州，屬於萊茵河的支流，河道全長10.7公里，流域面積24.2平方公里，發源自巴特拉加茨。